# Wat nog meer?
Wat nog meer? is een lied van de Nederlandse rapper Keizer in samenwerking met het Nederlandse artiestenduo Supergaande. Het werd in 2017 als single uitgebracht.

## Achtergrond
Wat nog meer? is geschreven door  Nesim el Ahmadi, Quentin Correia en Rozelsky Steve Lie-A-Jen en geproduceerd door Fraasie. Het is een nummer uit de genres nederhop. In het lied rappen de artiesten over hun rijkdommen. De single heeft in Nederland de gouden status.

## Hitnoteringen
De artiesten hadden succes met het lied in de hitlijsten van Nederland. Het piekte op de 39e plaats van de Nederlandse Single Top 100 en stond zeven weken in deze hitlijst. De Nederlandse Top 40 werd niet bereikt; het kwam hier tot de zesde plaats van de Tipparade.